# Carl Julius Engelbrecht Juel
Carl Julius Engelbrecht Juel (25. juli 1862 i Aarhus – 26. juli 1941 i København) var en dansk officer, hofmarskal og kammerherre.

## Biografi
Han var søn af generalmajor Carl Christian Emil Engelbrecht (1833-1913). Hans farfar, Carl Johan Juel (1800-1881), blev født efter sine forældres separation i 1795 og blev opdraget på Tåsinge under navnet Engelbrecht, idet hans herkomst hemmeligholdtes. Efter fremlagte bevisligheder blev Carl Julius Engelbrecht og hans bror, Frederik Carl Johannes Engelbrecht Juel i 1915 anerkendt af adelsslægten Juel som fødte og bårne medlemmer af slægten, hvorpå de antog det dem rettelig tilkommende slægtsnavn. Carl Julius Engelbrecht Juel blev ceremonimester hos kong Frederik 8. fra 1908, tillige 2. hofmarskal hos kong Christian 10. fra 1912 og hofmarskal i 1926.